# Les Cinq Écus de Bretagne
Les Cinq Écus de Bretagne est un roman écrit par Évelyne Brisou-Pellen en 1993.

## Résumé
En 1469, en Bretagne, Guillemette Landais, âgée de treize ans, se retrouve orpheline à la mort de son père, garde au château de Fougère. Pour suivre ses dernières volontés, elle part à Rennes voir un certain messire Boisguérin, Jamet Boisguérin. Ce dernier, trésorier de la ville, est un homme influent. Mais il exige qu'elle change de nom. Elle accepte et se fait appeler Philippa pour cacher son identité. Chez lui, elle fait la connaissance de son apprenti Estienne, de la servante Lucasse, de Gilles, le frère de Jamet Boisguérin, et de Béatrice, la fille de Gilles.

## Commentaires
Ce roman connaît une suite : Les Portes de Vannes (1993).
Ce roman est souvent étudié au collège, en classe de cinquième, niveau qui correspond à l'étude du Moyen Âge en cours d'histoire,  et en cours de français.
Il a été traduit en breton par Mark Kerrain : Ar Pemp Skoed a Vreizh, éditions Al Liamm, 2006.